# Lee Hyeon-seong
Đây là một tên người Triều Tiên, họ là Lee.
Lee Hyeon-seong (tiếng Hàn: 이현성; sinh ngày 20 tháng 5 năm 1993) là một cầu thủ bóng đá Hàn Quốc thi đấu ở vị trí tiền vệ thi đấu cho Gyeongnam FC.

## Sự nghiệp
Lee Hyeon-seong gia nhập Incheon United ngày 17 tháng 1 năm 2017. Anh chuyển đến Gyeongnam FC trước khi mùa giải 2017 khởi tranh.